# Wemeda
Wemeda is een bestuurslaag in het regentschap Belu van de provincie Oost-Nusa Tenggara, Indonesië. Wemeda telt 1452 inwoners (volkstelling 2010).